# Stazione di Vastogirardi
La stazione di Vastogirardi è una fermata ferroviaria, posta sulla ferrovia Sulmona-Isernia, a servizio dell'omonimo comune. Si trova in località Cerreto e dista 7,7 km dal centro del paese.

## Strutture e impianti
La fermata è gestita da Rete Ferroviaria Italiana, che la colloca nella categoria "Bronze". Il fabbricato viaggiatori si sviluppa su due piani ed è tinteggiato di giallo. Il piano terra ospita i servizi per i viaggiatori quali la sala d'attesa. La fermata è servita da un unico binario. In passato oltre al binario 2 rimasto (è il binario di corretto tracciato) vi era il binario 1 che costituiva il binario di precedenza e veniva utilizzato per effettuare gli incroci ferroviari.

## Movimento
Al 2007, l'impianto risultava frequentato da un traffico giornaliero medio di 2 persone.
La fermata non è più servita da alcun treno che effettua il servizio viaggiatori a partire dall'11 ottobre 2010, data della sospensione dell'esercizio regolare sulla tratta Castel di Sangro-Carpinone. Al suo posto è stato attivato un servizio di bus sostitutivi tra le stazioni di Castel di Sangro e Isernia.
A partire dal 2014 la fermata è servita occasionalmente da treni turistici organizzati da Fondazione FS Italiane e dall'associazione Le Rotaie.

## Servizi
- Sala d'attesa